# Andriej Charłow
Andriej Wasiljewicz Charłow, ros. Андрей Васильевич Харлов (ur. 20 listopada 1968 w Prokopjewsku, zm. 15 czerwca 2014 w Kazaniu) – rosyjski szachista, arcymistrz od 1992 roku.

## Kariera szachowa
W 1992 podzielił I miejsce (wspólnie z Aleksandrem Fominychem) w Symferopolu. Na przełomie 1992 i 1993 zwyciężył (wspólnie z Jonny Hectorem) w turnieju Rilton Cup w Sztokholmie. W roku 1995 podzielił I miejsce (wraz z Piotrem Swidlerem, Siergiejem Rublewskim oraz Jaanem Ehlvestem) w Nowosybirsku. W 2000 był bliski zdobycia medalu na I indywidualnych mistrzostwach Europy w Saint-Vincent, zajmując IV miejsce. W 2002 podzielił III miejsce w Lublanie (za Ołeksandrem Bielawskim i Liviu-Dieterem Nisipeanu, wspólnie z Duską Pavasoviciem). Rok później był piąty na kolejnych mistrzostwach Europy w Stambule oraz podzielił I miejsce w otwartym turnieju w Jaén. Największy sukces w karierze osiągnął w 2004, awansując do najlepszej ósemki mistrzostw świata FIDE w Trypolisie – pokonując w kolejnych rundach Rustema Dautowa, Ivana Sokolova, Rafaela Leitão oraz Liviu-Dietera Nisipeanu (w V rundzie przegrał z Weselinem Topałowem). W 2005 podzielił I miejsce w bardzo silnie obsadzonym turnieju Aerofłot Open w Moskwie (wraz z Emilem Sutowskim, Wasylem Iwanczukiem, Wladimirem Hakopianem i Aleksandrem Motylowem). W latach 2007 i 2008 zwyciężył w Kazaniu (w 2008 r. wspólnie z Dmitrijem Boczarowem).
Najwyższy ranking w karierze osiągnął 1 lipca 2001 r., z wynikiem 2656 punktów zajmował wówczas 31. miejsce na światowej liście FIDE, jednocześnie zajmując 10. miejsce wśród rosyjskich szachistów.